# نقطة التحول (كتاب)
نقطة التحول (بالإنجليزية: The Tipping Point)‏ عبارة عن كتاب للكندي مالكوم جلادويل، يشرح ظاهرة سلوك اجتماعي، أو فكرة معينة فجأة ومن دون سابق إنذار، تنتشر في فترة زمنية قصيرة لتتحول إلى عدوى.

## المحتوى
يستهل «غلادويل» كتابه بالحديث عن شركة أحذية أمريكية كان نتاجها السنوي 30 ألف زوج سنويًا، وكان هذا بين عامي 94 و95. في نهاية سنة 95 وصل إنتاج الشركة لـ 430 ألف زوج وكل هذا بسبب أن أحذيتهم مرت بما يسمى بنقطة التحول.
مثال أخر، كانت مدينة نيويورك مرتع للجريمة لدرجة أنه حصل فيها 2154 جريمة قتل في سنة واحدة، ناهيك عن السرقات وما إلى ذلك. خلال خمس سنوات مرت بعد ذلك انخفضت نسبة جرائم القتل بـ 64% بينما انخفض عدد الجرائم الأخرى بما يعادل 50%، والسبب أن الجريمة مرت بنقطة تحول حالت دون ازديادها.